# Башманівський Валерій Іванович
Башманівський Валерій Іванович(*7 березня 1968, с. Нехворощ Андрушівського району Житомирської області) — кандидат філологічних наук з 2006, доцент із 2008 Житомирського державного університету імені Івана Франка. З 2007 до 2011 р. — завідувач кафедри української літератури, 2011 - 2014 р. — завідувач кафедри новітньої української літератури та соціальних комунікацій, з 2014 — завідувач кафедри видавничої справи, редагування, основ журналістики та філології.